# Arcidiecéze Tuam
Arcidiecéze Tuam (latinsky Archidioecesis Tuamensis) je římskokatolická metropolitní arcidiecéze na území Irska se sídlem v Tuamu, kde se nachází metropolitní katedrála Nanebevzetí P. Marie. 

## Církevní provincie

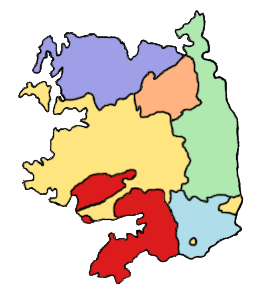
Církevní provincie tuamská

Církevní provincie tuamská byla ustanovena v roce 1152 a dnes zahrnuje následující diecéze: 
- arcidiecéze Tuam (žlutě) se sufragánními diecézemi:
  - diecéze Elphin (sídlo Sligo) – zeleně
  - diecéze Clonfert (sídlo Loughrea) – světle modře
  - diecéze Achonry (sídlo Ballaghaderreen) – oranžově
  - diecéze Killala (sídlo Ballina) – fialově
  - diecéze Galway a Kilmacduagh (sídlo Galway) – červeně

## Historie
Teritorium bylo evangelizováno již v 5. století svatým Patrikem, a pro Irsko je typická podoba církevní organizace, která není založena na diecézích, ale na klášterech. Přechod ke kontinentálnímu modelu církevní správy znamenal až synod v Rathbreasail, který se konal v roce 1111. Na synodě v Kellsu roku 1152 byla diecéze tuamská pozvednuta na metropolitní arcidiecézi. V době anglikánské reformace bylo arcibiskupství často neobsazené, ale nepřestalo nikdy existovat, i když arcibiskupové často pobývali v exilu. 